# Chester
Chester (velšsky: Caer) je hlavním městem anglického hrabství Cheshire. Je situován na řece Dee, poblíž hranice s Walesem. Chester je jedním z nejlépe zachovalých měst ve Velké Británii. Je hlavním centrem distriktu Chester City a má 80 121 obyvatel. Chester je asi nejznámější pro šíři zachovaných architektonických památek.

## Historie
Chester byl založen jako tvrz roku 79 Římany a byl pojmenován po bohyni řeky Dee - Deva. V období po odchodu Římanů z Británie byla tato oblast častým místem střetů mezi Sasy a Velšany, dokud Sasové neposílili opevnění jako obranu proti nájezdům Dánů. V době vlády Anglosasů byla osada rozkládající se u opevnění nazývána Ceaster nebo Legeceaster. V nedávné době byl asi 8 km na sever od Chesteru objeven při vykopávkách saský kříž pocházející z 10. nebo 11. století.

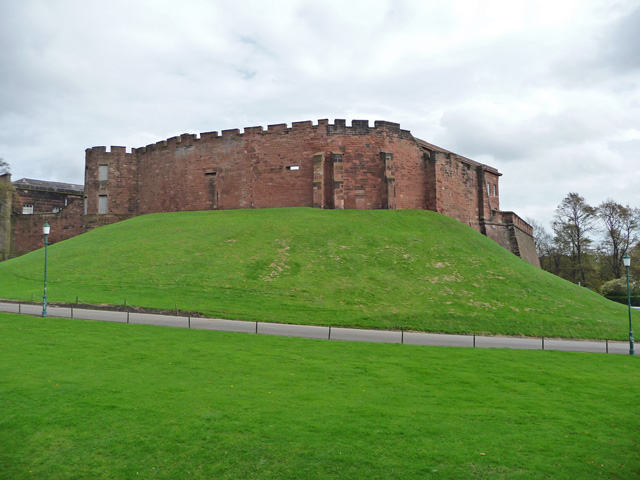
Chesterský hrad

Po ovládnutí Anglie Normany roku 1066 napadli i Chester a zničili asi 300 domů. Poblíž řeky nechali navršit pahorek a na něm postavili opevnění, které v pozdější době přestavěli na kamennou pevnost, nazývanou Chesterský hrad. Chester se stal centrem obrany proti velšským nájezdníkům a shromaždištěm před útoky na Irsko.
Město se rozvíjelo jako obchodní centrum a přístav, do doby než jeho význam překonal Liverpool. Přesto město neupadalo a ve Viktoriánské době bylo místem úniku především rodin vyšších společenské třídy z průmyslových center Manchesteru a Liverpoolu. Průmyslová revoluce přinesla městu vybudování kanálu (jeho využití pro těžký průmysl nebylo velké) a železničního spojení včetně dvou železničních stanic, z nichž se do dnešní doby dochovala jen jedna.
Velká část staveb ve městě pochází z Viktoriánského období a tvůrcem návrhů většiny z nich byl John Douglas - hlavní architekt vévody z Chesteru, majitele velké části pozemků na území města. Jeho poznávací značku, dva stočené komíny, je možno vidět na mnoha stavbách v centru města. Mimo jinými navrhl hotel Groswenor a městské lázně. 
Po roce 1945 muselo město řešit dva hlavní problémy – nedostatek dostupných bytů a dopravní zácpy. Výsledkem bylo zboření velké oblasti slumů a výstavba vnitřního městského obchvatu. Na velké části volných pozemků poblíž centra města byly v 50. a 60. letech 20. století vybudovány obytné komplexy, například předměstí Blacon. Na konci 60. let ale bylo zjištěno, že nová bytová výstavba změnila vzhled města a bylo rozhodnuto zachovat historickou zástavbu centra města a najít pro ní nové využití.

## Ekonomika a průmysl
Hlavními zdroji ekonomiky města je maloobchod, turistika a peněžní služby. Největším zaměstnavatelem v Chesteru je MBNA Europe.
Dále se zde nachází ropná rafinérie společnosti Shell (v přístavu Ellsemere), několik velkých finančních společností – například HBOS, M&S Money a chemická továrna společnosti ICI na severním okraji Chesteru. Nedaleko od hranic s Walesem se nachází letecká továrna, kde se vyrábějí křídla pro letadla společnosti Airbus.
Na sever a západ od města je soustředěn potravinářský průmysl poblíž Deeside má svou pobočku mrazírenská společnost Iceland.
V Chesteru se také nachází Chesterská univerzita a velká nemocnice Countess of Chester Hospital pojmenovaná po princezně Dianě (hraběnce z Chesteru). Hrabě z Chesteru (Earl of Chester) je vedlejší titul prince z Walesu.
Město je známé svým obchodním centrem tvořeným dvoupatrovými obchody, jejichž vzhled se dochoval ze středověku. V Chesteru se nachází velmi mnoho obchodů různých obchodních řetězců a to jak v centru města tak i na západním okraji centra města. Dvěma hlavními obchodními centry jsou Grosvenor Mall a Forum. Budovy v těchto centrech mají být zbořeny a postaveny nové obchodní zóny, knihovna, parkoviště pro auta, autobusové stanoviště a centrum umění.

## Správa města
Podle výsledků sčítání z roku 2001 byl počet obyvatel žijících přímo v Chesteru 80 121. Celkový počet obyvatel včetně předměstí Broughton a Saltney byl 90 925. Tím se Chester zařadil na druhé místo v Cheshire po Warringtonu, který však nemá na rozdíl od Chesteru status města. Celkový počet obyvatel distriktu Chester City je 120 000.
Chester City je nemetropolitní distrikt v rámci hrabství Cheshire se statusem města a distriktu. Vznikl roku 1972 sloučením města Chester s Chester Rural District a Tarvin Rural District

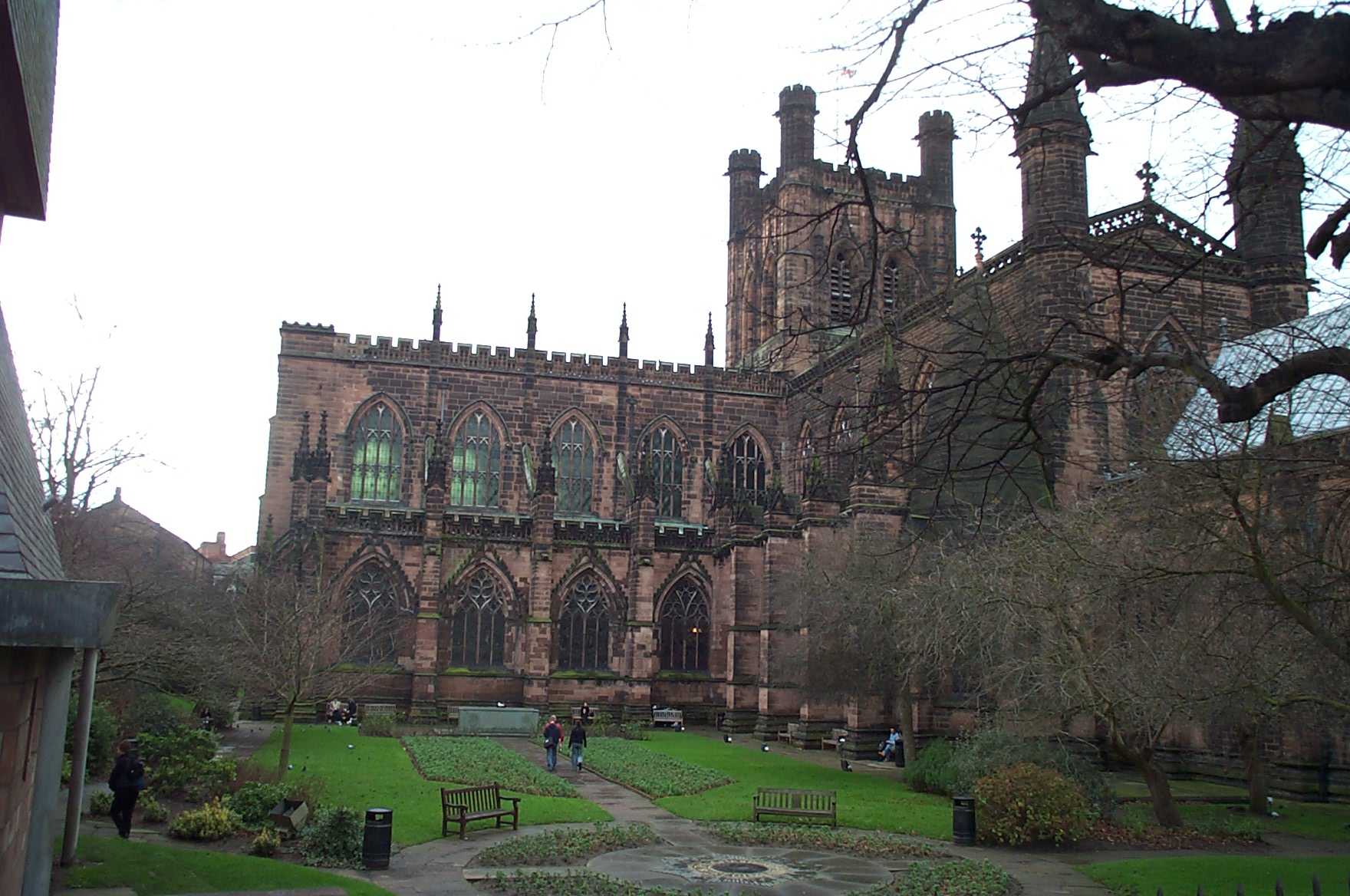
Chesterská katedrála

Předměstí Chesteru:
- Bache
- Newton
- Blacon
- Boughton
- Curzon Park
- Handbridge
- Hoole
- Huntington
- Lache
- Saltney
- Upton
- Westminster Park

## Doprava
Železniční stanice v Chesteru je umístěna na severovýchodě centra města. Autorem jejího návrhu (1848) byl Francis Thompson. Stanice se vyznačuje působivým průčelím odkazujícím k italské renesanci. Při nehodě roku 1972 přišla o původní střechu. Vlaková spojení směřují na sever podél pobřeží, do Londýna (do stanice Euston), Liverpoolu, Crewe, Manchesteru, Wrexhamu a Shrewsbury.
Druhá železniční stanice, Chester Northgate, byla uzavřena roku 1969, byla zbořena a nyní zde stojí oddychové centrum Northgate Arena.

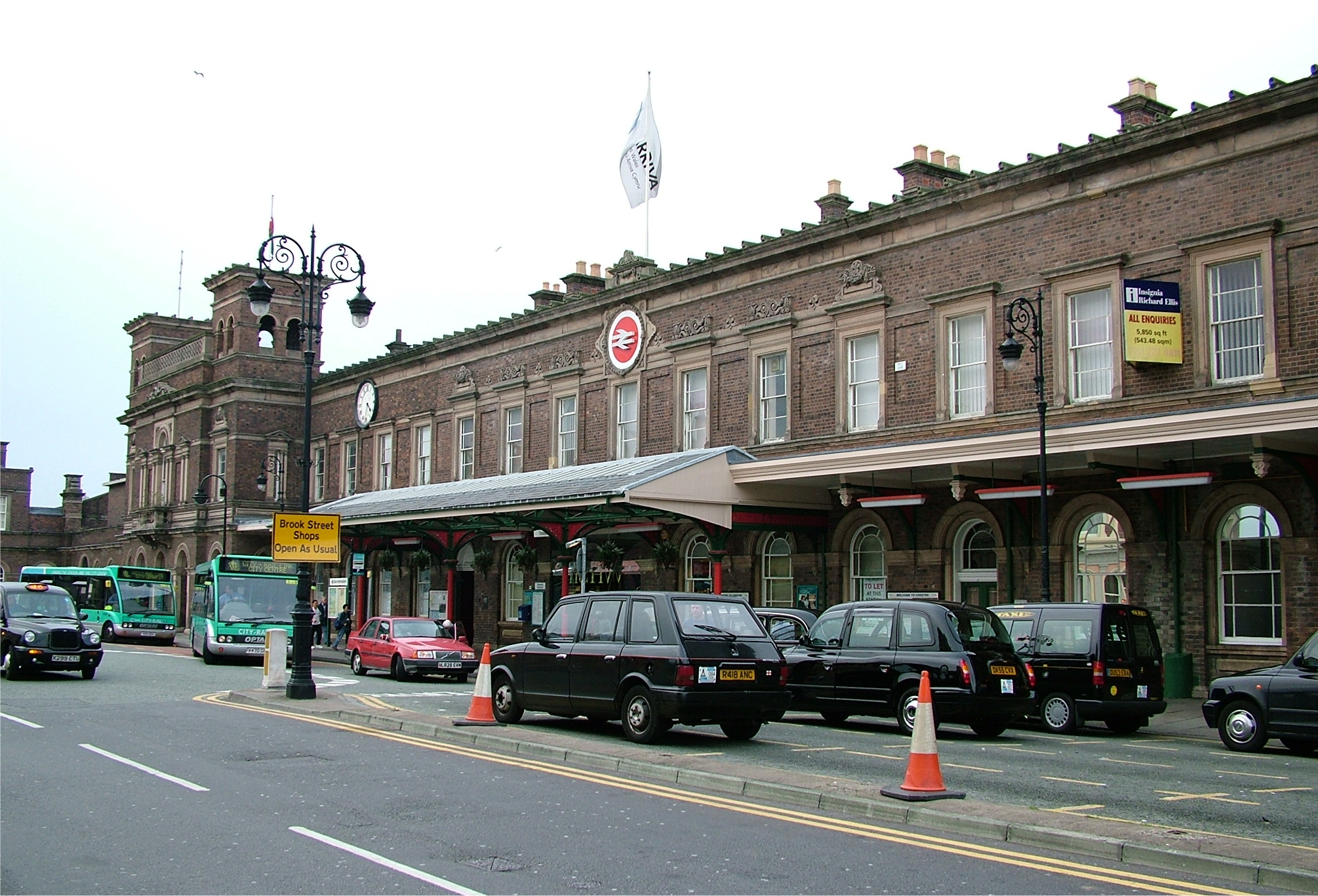
Chesterská železniční stanice

Autobusová doprava je v Chestru provozována společnostmi Chester Bus (dříve  Chester City Transport) jejímž vlastníkem je rada města, First Group a Arriva. Plánuje se výstavba nového centrálního autobusového stanoviště pro místní autobusy i dálkové spoje. Město je spojeno s ostatními částmi země dálnicemi M53 směrem na Liverpool, M56 směrem na Manchester a A56, která vede po západním pobřeží do Holyheadu.
Na konci 19. a počátku 20. století byla v Chesteru provozována hustá síť tramvajové dopravy od Saltney na západě poblíž hranic s Walesem až po Great Boughton na severozápadě. Doprava na této tramvajové síti byla zahájena roku 1871 společností  Chester Tramways Corporation. Nejprve byly vozy taženy koňským spřežením a později byl provoz zajišťován elektrickými vozy. Provoz byl ukončen, podobně jako na jiných tramvajových tratích Velké Británie, v únoru 1930.

## Kultura
V Chesteru se nachází dvě kina a divadlo – Gateway Theatre. Každé léto město pořádá festivaly Chester Music Festival, Chester Midsummer Watch Parade a Chester Mystery Plays (tato akce má své kořeny ve středověku). Mezi turisty jsou populární i hospody a vinné bary, z nichž některé si zachovaly svůj historický ráz. Gateway Theatre má být v důsledku stavby Northgate Development zbořeno a součástí nově budované oblasti má být i kulturní a umělecké centrum. Odeon Theatre má být uzavřeno jako kino a má zde vzniknout noční klub.
Na východě města se rozkládá největší zoologická zahrada Velké Británie – Chesterská zoologická zahrada.
Groswenor Museum v Chesteru obsahuje sbírky zachycující mimo jiné historii města v době vlády Římanů nebo rekonstruovaný Georgiánský dům. Dewa Roman Experience sídlící v centru města je kompletně věnováno odkazu Římanů. Poblíž se také nachází Chester Heritage Centre a Cheshire Military Museum.
Novinami, které jsou vydávány v Chesteru jsou deník Chester Evening Leader a týdeník Chester Chronicle. Zdarma jsou distribuovány deníky Chester Mail a Chester Standard a měsíčník Chester's Choice. Mezi místní rozhlasové stanice patří městské Dee 106.3 a dále Wrexhamské Marcher Sound a pod BBC patřící Radio Merseyside.

## Sport

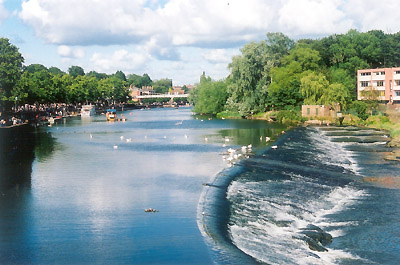
Jez na řece Dee v Chesteru

Ve městě působí fotbalový klub Chester City FC, jehož domovským stadiónem je Saunders Honda Stadium, dále basketbalový klub Chester Jets, který hraje v městské Northgate Arena a basketbalový klub vozíčkářů Chester Wheelchair Jets. Zajímavostí je, že v Chesteru také působí hokejový klub Chester HC, jehož utkání se konají v County Officers' Club na Plas Newton Lane a klub amerického fotbalu Chester Romans (založený roku 1986), který je účastníkem Britské ligy amerického fotbalu.
Řeka Dee je působištěm několika veslařských klubů, především Grosvenor Rowing Club a Royal Chester Rowing Club a dva školské kluby King's Chester Rowing Club a Queen's Park High Rowing Club. Jez na řece je pravidelně využíván sportovci na kánoích a kajacích. Chesterský golfový klub využívá hřiště rozkládající se poblíž řeky Dee.
Outlon Park circuit - je motoristický okruh vzdálen asi 5 km od města. Od roku 1953 se zde pravidelně pořadájí závody vozů formule 2, formule 5000 a sportovních vozů. Nejvýznamnějším závodem v historii byl závod pro vozy formule 1, International Gold Cup. V současné době je zde nejvýznamnější událostí závod vozu formule 3, který je součástí britského šampionátu.